# Trois cœurs, trois lions
Pour les articles homonymes, voir Trois cœurs (homonymie).
Trois cœurs, trois lions (Three Hearts and Three Lions en version originale anglaise) est un roman de fantasy historique de Poul Anderson publié en 1961. C'est également une nouvelle du même auteur publiée en 1953 dans le magazine Fantasy & Science Fiction.

## Donjons et Dragons
Dans les toutes premières éditions du jeu de rôle Donjons et Dragons, un personnage peut appartenir à trois alignements : loyal, neutre ou chaotique. Ces alignements sont inspirés en partie des conflits entre loi et chaos dans ce roman.